# Mariagerkredsen
Mariagerkredsen var en valgkreds (eller opstillingskreds) i Århus Amtskreds. Kredsen blev nedlagt i forbindelse med indførelsen af Strukturreformen den 1. januar 2007. 
Mariagerkredsen er splittet op, således at afstemningsområderne er fordelt ud og indgår som dele af fem nye valgkredse: Mariagerfjord, Randers Nord, Randers Syd, Djurs og Favrskov.
Den 8. februar 2005 var der 31.082 stemmeberettigede vælgere i kredsen.
Kredsen bestod af flg. kommuner og afstemningsområder/valgsteder, der nu er overført til nye valgkredse angivet med en pil nedenfor.
1. Langå Kommune
  1. Houlbjerg → Favrskovkredsen
  2. Jebjerg → Randers Sydkredsen
  3. Langå → Randers Sydkredsen
  4. Laurbjerg → Favrskovkredsen
  5. Stevnstrup → Randers Sydkredsen
  6. Ø. Velling → Randers Sydkredsen
2. Mariager Kommune
  1. Assens → Mariagerfjordkredsen
  2. Havndal → Randers Nordkredsen
  3. Mariager → Mariagerfjordkredsen
3. Nørhald Kommune
  1. Gjerlev → Randers Nordkredsen
  2. Hald → Randers Nordkredsen
  3. Harridslev → Randers Nordkredsen
  4. Råby → Randers Nordkredsen
  5. Øster Tørslev → Randers Nordkredsen
4. Purhus Kommune
  1. Asferg → Randers Sydkredsen
  2. Fårup → Randers Sydkredsen
  3. Gassum → Randers Nordkredsen
  4. Kousted → Randers Sydkredsen
  5. Læsten → Randers Sydkredsen
  6. Nørbæk → Randers Sydkredsen
  7. Spentrup → Randers Nordkredsen
  8. Sønderbæk → Randers Sydkredsen
  9. Ålum → Randers Sydkredsen
  10. Ø. Bjerregrav → Randers Sydkredsen
5. Sønderhald Kommune
  1. Auning → Djurskredsen
  2. Essenbæk → Randers Sydkredsen
  3. Fausing → Djurskredsen
  4. Hørning → Randers Sydkredsen
  5. Virring → Randers Sydkredsen
  6. Årslev → Randers Sydkredsen
  7. Øster – Og Vester Alling → Djurskredsen